# Măureni, Caraș-Severin
Măureni, mai demult Morițfeld, (în germană Moritzfeld) este satul de reședință al comunei cu același nume din județul Caraș-Severin, Banat, România.

## Personalități
- Augustin Pacha (1870-1954), episcop romano-catolic de Timișoara